# Rio Rupel
O Rupel é um rio no norte da Bélgica. Ele possui cerca de 12 km de extensão com seu percurso inteiramente dentro da província da Antuérpia. O Rupel é formado pela confluência dos rios Dijle e Nete, em Rumst, e desagua no rio Escalda em Rupelmonde.
Cidades ao longo do Rupel: Boom e Niel.
O Rupel é navegável, e fazia parte da hidrovia para Bruxelas antes da construção da nova eclusa de Wintam-Hingene no canal marítimo Bruxelas-Escalda.